# Aventures au Brésil
Vous lisez un « bon article » labellisé en 2013.
Aventures au Brésil ou Lisa rêve à Rio au Québec (Blame It on Lisa) est le quinzième épisode de la treizième saison de la série télévisée d'animation Les Simpson. L'épisode est diffusé pour la première fois le 31 mars 2002 sur la Fox aux États-Unis.
Dans l'épisode, Lisa parraine un orphelin brésilien nommé Ronaldo. Ne recevant plus de nouvelles de lui, elle contacte son orphelinat et apprend que l'enfant a disparu. Les Simpson partent alors au Brésil pour retrouver Ronaldo mais, alors qu'ils le recherchent à travers la ville de Rio de Janeiro, Homer se fait enlever. Tandis que la famille apprend qu'elle doit payer une rançon de 50 000 dollars pour libérer Homer, Lisa découvre que Ronaldo a quitté l'orphelinat parce qu'il travaille, habillé en flamant rose, dans l'émission pour enfants Télététons. Ronaldo rencontre finalement la famille Simpson et lui donne les 50 000 dollars nécessaires à la libération d'Homer.
Écrit par Bob Bendetson et réalisé par Steven Dean Moore, l'épisode contient plusieurs références à la culture populaire, parmi lesquelles une parodie de la présentatrice de télévision pour enfants Xuxa et une allusion au film Le Voyage dans la Lune de Georges Méliès. Lors de sa diffusion originale, l'épisode est vu par environ onze millions de foyers. En 2010, l'épisode est édité en DVD et Blu-ray avec les autres épisodes de la treizième saison de la série.
Assez bien reçu aux États-Unis, Aventures au Brésil est fortement critiqué au Brésil, en raison des clichés et des stéréotypes qu'il véhicule mais aussi parce que la culture brésilienne y est confondue avec celles d'autres pays d'Amérique latine. Le conseil du tourisme de Rio de Janeiro, qui souligne que la ville est décrite dans l'épisode comme abritant une forte criminalité, des enlèvements, des taudis et des infestations de rats et de singes, va même jusqu'à menacer la Fox d'une action en justice. James L. Brooks, le producteur délégué de la série, présente alors ses excuses à la ville.

## Synopsis

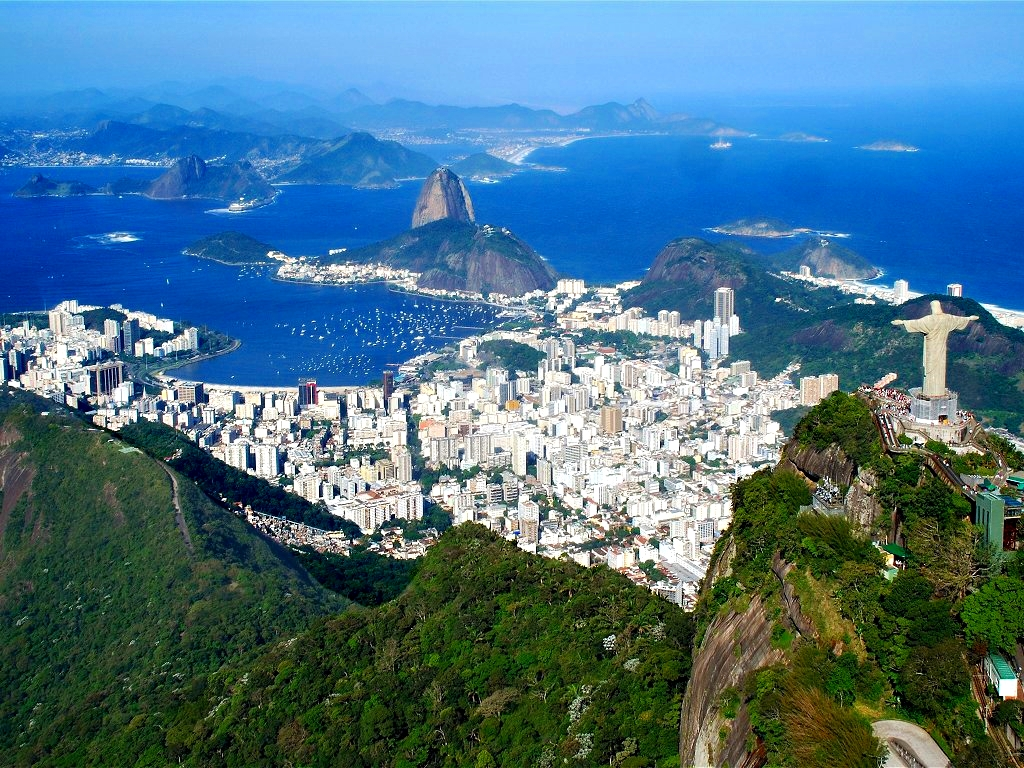
L'épisode se déroule dans les favelas de Rio de Janeiro.

Alors que Homer et Bart regardent un épisode d'Itchy et Scratchy, Marge vient leur dire que la compagnie de téléphone a facturé 400 dollars à la famille à cause d'appels passés au Brésil. Homer et Marge décident de se rendre auprès de la compagnie, pensant que c'est une erreur. Ils y rencontrent Lindsey Naegle, la responsable du service clientèle, qui coupe leur ligne téléphonique après que Homer a déclaré qu'il refuse de payer la facture. Quand Lisa découvre pourquoi la famille n'a plus de ligne téléphonique, elle avoue avoir appelé au Brésil. Elle y parraine un orphelin nommé Ronaldo et reçoit habituellement une lettre de lui chaque mois. Inquiète de ne plus avoir de nouvelles, elle a appelé l'orphelinat de Ronaldo pour savoir où il était passé mais a découvert sa disparition. Elle montre ensuite à sa famille une cassette, reçue après son premier don, où Ronaldo la remercie et annonce qu'avec l'argent, il a pu acheter une paire de chaussures de danse ainsi qu'une porte pour permettre à l'orphelinat de se protéger des singes. Ebranlée par le film, la famille décide de partir au Brésil pour résoudre le mystère de la disparition de Ronaldo.
Arrivés à Rio de Janeiro, les Simpson découvrent qu'ils peuvent aller où ils veulent en prenant une file de conga. Après avoir dansé jusqu'à leur hôtel, Bart découvre une émission pour enfants nommée Télététons que Marge critique pour ses connotations sexuelles. Les Simpson partent ensuite à la recherche de Ronaldo. Dans un premier temps, ils traversent les bidonvilles de Rio de Janeiro. Selon Lisa, « le gouvernement vient de les faire peindre de couleurs vives pour ne pas choquer les touristes ». Arrivés à l'orphelinat de Ronaldo, la religieuse responsable de celui-ci leur dit qu'il a disparu et que personne n'a idée d'où il est allé. Plus tard dans la journée, alors que les Simpson dînent dans un restaurant, Lisa leur montre une carte de la ville indiquant les endroits préférés de Ronaldo. Elle divise la carte en deux, et en donne une moitié à Homer et Bart, et l'autre à Marge, qu'elle accompagne. Les garçons commencent leurs recherches sur la plage de Copacabana puis dans un marché, pendant que les filles visitent une école de samba. Toutefois, aucun des deux duos ne réussit à trouver Ronaldo. Afin de se rendre dans le dernier endroit qu'ils doivent visiter, Homer et Bart prennent un taxi sans licence et sont enlevés par le chauffeur. Bart arrive à s'échapper et à prévenir le reste de la famille.
Le ravisseur et son complice prennent Homer en otage et se rendent dans la forêt amazonienne. Ils l'obligent à appeler Marge, pour savoir si elle a 50 000 dollars pour le libérer. Les Simpson n'ont cependant pas suffisamment d'argent et partent à la recherche d'Homer. Au même moment, un carnaval anime les rues de Rio de Janeiro et les personnages de Télététons y participent. Lisa découvre alors que Ronaldo est déguisé en flamant rose et qu'il joue dans l'émission grâce aux chaussures de danse qu'il a achetées avec l'argent qu'elle lui a envoyé. Ronaldo dit à Lisa qu'il a arrêté de lui écrire car il ne sait pas dans quel État se trouve le Springfield où elle habite. Plus tard, Ronaldo donne aux Simpson l'argent dont ils ont besoin pour sauver Homer, qu'il a gagné grâce à l'émission. Pendant ce temps, Homer montre à ses ravisseurs un album de souvenirs de l'enlèvement : il est atteint du syndrome de Stockholm. La famille et les ravisseurs se rencontrent finalement au Pain de Sucre, dans deux téléphériques séparés. Les Simpson donnent la rançon aux ravisseurs et Homer saute en direction du téléphérique de sa famille mais les câbles se brisent, envoyant la famille au pied de la montagne. Les Simpson s'en sortent indemnes, sauf Bart qui est avalé par un anaconda. L'épisode se termine avec Bart dansant à l'intérieur du serpent au rythme des congas du carnaval,,.

## Production

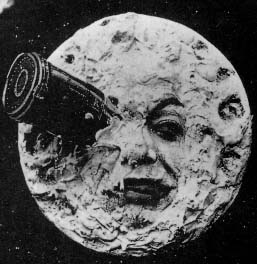
L'épisode fait référence au film de 1902 Le Voyage dans la Lune.

L'épisode Aventures au Brésil est écrit par Bob Bendetson et réalisé par Steven Dean Moore dans le cadre de la treizième saison des Simpson. Pour les scènes se déroulant au Brésil, les animateurs basent une grande partie de leur travail sur des photographies prises par un membre de l'équipe qui a déjà visité le pays. L'épisode n'est pas le premier où les Simpson voyagent à l'étranger. Au cours de la série, ils ont déjà visité l'Australie, le Canada, la France, Israël, le Japon et le Royaume-Uni,,. Leur voyage au Brésil est rappelé, plus tard, dans l'épisode Les Aqua-tics de la dix-huitième saison : la famille y découvre une île appelée « Barnacle Bay » qui a été dévastée par la surpêche. Dans cet épisode, Lisa déclare à Bart : « C'est l'endroit le plus dégoutant où on soit jamais allés ! », ce à quoi son frère répond « T'as oublié le Brésil ! » ; Lisa se corrige alors en précisant « Après le Brésil »,.
Plusieurs références à la culture populaire sont présentes dans l'épisode. Son titre original, Blame It on Lisa, est une référence au film Blame It on Rio (1984), qui se déroule également au Brésil. Alors que Homer et Bart marchent sur la plage de Copacabana, la chanson Aquarela do Brasil, connue sous le nom de Brazil, est jouée. L'émission Télététons est une parodie d'un programme pour enfants présenté par l'actrice et chanteuse brésilienne Xuxa, qui attire régulièrement les plaintes à cause des tenues provocatrices portées par cette dernière,. Le nom Télététons est, quant à lui, une référence à la série télévisée britannique Les Télétubbies. Finalement, le dessin animé d'Itchy et Scratchy que Homer et Bart regardent au début de l'épisode parodie Le Voyage dans la Lune de Georges Méliès (1902). Itchy et Scratchy sont en train de jouer au golf quand Itchy frappe la tête de Scratchy avec son club, envoyant cette dernière dans l'œil de la lune, comme avec la fusée du film. Selon le show runner Al Jean, l'équipe de la série a demandé au golfeur Tiger Woods de faire une apparition en tant que guest star dans le dessin animé mais ce dernier a refusé.

## Réception
Lors de sa première diffusion aux États-Unis, Aventures au Brésil reçoit une note de 6,3 sur l'échelle de Nielsen et est vu par 11 millions de foyers,. L'épisode finit 43e dans les audiences de la semaine du 25 au 31 mars 2002, à égalité avec le nouvel épisode de la sitcom Une famille du tonnerre et les nouveaux programmes de 48 Hours (en). En outre, il est le programme le mieux coté sur la Fox cette semaine. L'épisode est diffusé pour la première fois en France le 20 novembre 2002. Le 24 août 2010, l'épisode sort en DVD et Blu-ray avec les autres épisodes de la treizième saison. Steven Dean Moore, Al Jean, Matt Groening, Matt Selman, Tim Long, John Frink, Don Payne, Joel H. Cohen, Matt Warburton, David Silverman et Mike B. Anderson participent aux commentaires audio de l'épisode.
Bob Bendetson est nommé aux Writers Guild of America Awards dans la catégorie animation pour son travail sur l'épisode, mais perd contre Ken Keeler, le scénariste de l'épisode La Preuve par Dieu de Futurama,. La réception de Aventures au Brésil de la part des critiques de télévision est mitigée. Casey Broadwater, du site Blu-ray.com, le considère comme étant le meilleur épisode de la saison. Colin Jacobson, du site DVD Movie Guide's, pense quant à lui que l'épisode n'est pas drôle comparé aux autres épisodes qui se moquent des nations. Il ajoute que l'épisode « déclenche des rires occasionnels et comme plusieurs épisodes [de la saison 13], il n'est pas mauvais, mais il n'est pas plus mémorable qu'un autre »,. Jennifer Malkowski, du site DVD Verdict, déclare que l'album que Homer a fait pour ses souvenirs avec ses ravisseurs est le moment le plus marquant de l'épisode.

### Controverses au Brésil

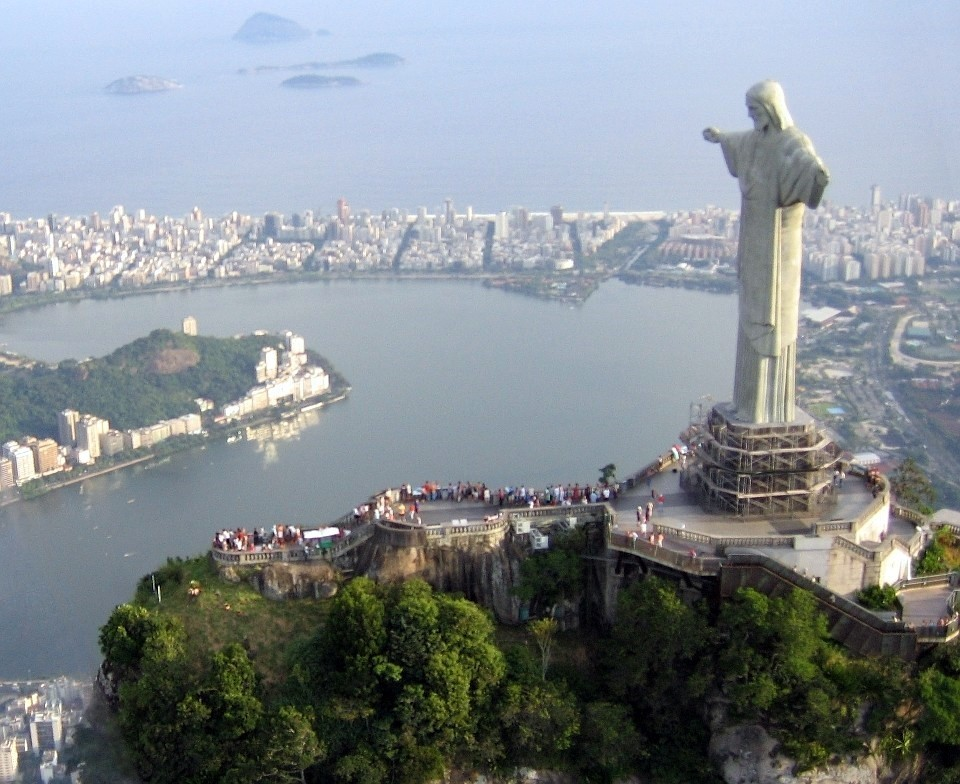
Le conseil de tourisme de Rio de Janeiro menace de poursuivre la Fox en justice pour avoir porté préjudice à l'image de la ville avec cet épisode.

L'épisode Aventures au Brésil est reçu négativement au Brésil dès sa diffusion aux États-Unis,. Selon le Washington Post, l'épisode déclenche « une frénésie médiatique immédiate » et est couvert aussi bien par la presse locale que la télévision nationale. Un article publié dans le Houston Chronicle du 8 avril 2002 déclare que les critiques du pays sont bouleversées par la présence, dans l'épisode, de nombreux clichés et stéréotypes, comme l'accent espagnol des Brésiliens ou leur port de la moustache. D'après le journal, les critiques déplorent aussi que l'épisode mélange leur culture avec celle des autres pays d'Amérique du Sud. Alex Bellos, correspondant du journal The Guardian au Brésil, explique que les Brésiliens sont particulièrement gênés par les nombreuses inexactitudes présentes dans l'épisode, comme le conga et la macarena qui passent pour des danses populaires brésiliennes alors que le conga est une danse des Caraïbes et que la macarena ne vient pas du Brésil et n'y est pas courante non plus.
Le 6 avril 2002, les médias brésiliens reportent que Riotur, le conseil de tourisme de Rio de Janeiro, a l'intention de poursuivre la Fox pour avoir porté préjudice à l'image internationale de la ville,. Riotur explique que l'épisode décrit une ville frappée par une forte criminalité, des enlèvements, de la vermine, comme les rats et les singes qui pullulent, et de la misère, représentée par les taudis. Elle considère donc que la production veut décourager les étrangers de visiter la ville. Or, pendant les trois ans précédant la diffusion de l'épisode aux États-Unis, Riotur a dépensé 18 millions de dollars dans une campagne pour attirer les touristes à Rio de Janeiro. Le conseil de tourisme est donc convaincu que sa campagne a été ruinée par la présentation faite dans l'épisode et considère sa campagne publicitaire comme un gaspillage d'argent. Par conséquent, Riotur prévoit un procès soutenu par le gouvernement brésilien, le président Fernando Henrique Cardoso indiquant que l'épisode « apporte une vision déformée de la réalité brésilienne ».
Martin Kaste, correspondant en Amérique du Sud de la National Public Radio, reporte le 9 avril 2002 que depuis l'annonce de poursuite envers la Fox, les représentants de Riotur ont été informés par leurs avocats aux États-Unis qu'il serait difficile de poursuivre l'épisode à cause du premier amendement de la Constitution des États-Unis qui protège les parodies. James L. Brooks, producteur délégué de la série, présente alors ses excuses à la ville de Rio de Janeiro en disant « Nous prions la belle ville et les habitants de Rio de Janeiro de nous excuser. Et si cela n'est pas suffisant, Homer Simpson propose de défier le président du Brésil dans Celebrity Boxing sur la Fox »,,,,. Les porte-paroles de la Fox déclarent à la presse qu'ils n'ont jamais reçu autant de critiques avec les autres épisodes se moquant de nations étrangères. Le show runner Al Jean explique dans une entrevue que « tous les autres endroits ont montré un bon sens de l'humour. Le Brésil nous a pris par surprise »,. Quand l'épisode est finalement diffusé au Brésil en décembre 2002, une déclaration apparaissant au début note que Fox n'est pas responsable de la vision des producteurs de l'épisode.
Dans l'épisode Joue pas les arbitres (You Don't Have to Live Like a Referee) diffusé en 2014, la famille visite de nouveau le Brésil, à l'occasion de la Coupe du monde de football.

### Citations originales
1. 1 2  « Teleboobies ».
2. ↑  « The government just painted them bright colors so the tourists would not be offended ».
3. ↑  Lisa : « This is the most disgusting place we've ever gone ! »
Bart : « What about Brazil? »
Lisa : « After Brazil ».
4. ↑  « musters the occasional laugh, and like much of [season thirteen], it’s not a bad show, but it’s not a memorable one either ».
5. ↑  « We apologize to the lovely city and people of Rio de Janeiro. And if that doesn't settle the issue, Homer Simpson offers to take on the president of Brazil on Fox's Celebrity Boxing ».
6. ↑  « Every other place has had a good sense of humor. Brazil caught us by surprise ».